# Coca-Niculești, Buzău
Coca-Niculești este un sat în comuna Vintilă Vodă din județul Buzău, Muntenia, România. Se află în zona muntoasă din nord-vestul județului.

## Istoric
Biserica satului a aparținut odinioară unui schit de călugări care era localizat în pădurea de la N-V satului. A fost mutată cu care trase de boi la locația actuală.
Prima școală din sat, școală primară de patru clase a fost contruită în perioada interbelică. În anii 1960 a fost construită o nouă școală (Școala Nouă) care însă a fost demolată după 1990. Școala veche este există încă, alături începându-se construcția unui cămin cultural, nefinalizată însă.
A fost unul din puținele sate din zonă care nu a fost atins de programul de agricultură colectivizată în perioada comunistă, proprietarii păstrându-și terenurile de pe raza satului în proprie administrație.
Satul nu a cunoscut industrializarea de-a lungul existenței sale, deși în anii 1970 s-au făcut prospecțiuni pentru petrol, care nu au implicat însă introducerea de sonde petroliere in peisaj. În perioada comunistă au fost exploatate pădurile din apropiere, care după revoluția din 1989 au revenit la proprietari. Singura ocupație rămâne agricultura de subzistență.